# Hanson (band)
Hanson is een Amerikaanse band bestaande uit de drie broers Isaac (17 november 1980), Taylor (14 maart 1983) en Zac (22 oktober 1985) Hanson.

## Geschiedenis
De groep brak het eerst door in Nederland en Vlaanderen in 1997 met de hit MMMBop van het album Middle of Nowhere. MMMBop stond in 27 landen op de eerste plaats in de hitparade en bezorgde de band in 1998 drie Grammy-nominaties.
Hierna werd het wat rustiger rond Hanson, maar in de volgende jaren brachten ze nog volgende albums uit: This Time Around (2000), Underneath (2004), The Walk (2007), Shout It Out (2011) en Anthem (2013). De laatste vier albums werden uitgebracht in eigen beheer. Op het album The Walk staat het nummer Great Divide, dat via internet kan worden gedownload en waarvan de opbrengsten naar hiv/aids en armoedebestrijding in Afrika gaan. Na moeilijkheden met hun laatste platenmaatschappij besloten ze een eigen platenmaatschappij te beginnen, die 3CG Records werd gedoopt.
In juni 2011 gaven ze een optreden op het muziekfestival Pinkpop in Nederland. In 2011 had de band een gastrol in de clip van Katy Perry: Last Friday Night.
Hanson begon in juni 2017 met een tournee genaamd "Middle of Everywhere 25th Anniversary Tour". Als eerste werd Europa bezocht. Daarna voerde de tournee langs Australië en Amerika.

## Discografie

### Demoalbums
- Boomerang (1995)
- MMMBop (1996)

### Studioalbums
- Middle of Nowhere (1997)
- This Time Around (2000)
- Underneath (2004)
- The Walk (2007)
- Shout It Out (2010)
- Anthem (2013)
- String Theory (2018)
- Against the World (2021)
- Red Green Blue (2022)

### Kerstalbums
- Snowed In (1997)
- Finally it's Christmas (2017)